# San Ygnacio (Teksas)
San Ygnacio je naseljeno mjesto za statističke potrebe u američkoj saveznoj državi Teksas. Prema popisu stanovništva iz 2010. u njemu je živjelo 667 stanovnika.